# Cachao
Cachao, (sz.: Izrael López Valdés) (Havanna, 1918. szeptember 14. – Coral Gables, 2008. március 22.), többszörös Grammy-díjas kubai nagybőgős, zenekarvezető: akinek a világ a mambót köszönheti. Cachao a legismertebb azok közül a zenészek közül, akiknek a munkásságához a mambo  és a descarga fűződik. Pályafutása során számos zenei stílusban játszott a klasszikus zenétől a salsáig.

## Pályafutása
Cachao zenész családba született Havannában. Cachao családjában (szinte) mindenki muzsikált. Náluk több generáción át mintegy 35 basszusgitáros volt, bár sokan más hangszeren is játszottak. Cachao bátyja, Orestes 12 hangszeren játszott, köztük basszusgitáron, csellón, hárfán és zongorán, maga Cachao pedig basszusgitáron, zongorán, bongón, tresen és trombitán játszott. Nővére, Coralia is basszusgitáros, zenekarvezető és dalszerző volt.
Cachao és bátyja, Orestes úttörő szerepet játszott a tánczene új formáiban, amelyek később nemzetközi jelentőségűvé fejlődtek, elsősorban a mambo. Az 1950-es években Cachao híressé vált a rögtönzött jam népszerűsítésével. Ez descargas néven lett ismert.
Cachao 1962-ben Spanyolországba emigrált, majd 1963-ban az Egyesült Államokba költözött. A boogaloo, majd később a salsa fellendülése idején New Yorkban különféle zenekarok vezetésével vált széles körben ismertté. Cachaót az 1970-es években aztán szinte elfeledték. Las Vegasba, később Miamiba költözött, és csak szórványosan adott ki albumokat. Az 1990-es években Andy García fedezte fel újra, aki dokumentumfilmek és több album kiadásával visszahozta a latin zenei élet élére.
2008-ban bekövetkezett halála előtt Cachao csillagot kapott a hollywoodi hírességek sétányán és számos Grammy-díjjal jutalmazták. A Bass Player magazin „Minden idők 100 legnagyobb basszusgitáros” listáján a 24. helyet foglalta el.

## Lemezeiből
- 1957: Cuban Jam Sessions in Miniature: From Havana to Nueva York
- 1958: Camina Juan Pescao
- 1958: Jam Session With Feeling
- 1959: Canta contrabajo, vol. 2
- 1959: El Gran Cachao/La leyenda, vol. 1
- 1959: Con el ritmo de Cachao/La leyenda, vol. 2
- 1961: Descarga Latina
- 1961: Discarga con Cachao
- 1961: Descargas y Mambo
- 1961: Cuban Music in Jam Session/Descarga Cubana
- 1961: Superdanzones (Egrem)
- 1976: Descarga '77, vol. 1 e 2
- 1981: Walpataca/Latin Jazz Descarga Part 1
- 1985: Walpataca II / Latin Jazz Descarga Part 2
- 1986: Maestro de maestros
- 1994: Master Sessions, vol. 1
- 1995: Master Sessions, vol. 2
- 1999: Cuba linda
- 2004: Ahora si

## Díjak
- 1995, 2003, 2005, 2012: Grammy Award for Best Tropical Latin Album
- 1994: Billboard Latin Music Hall of Fame
- 1999: International Latin Music Hall of Fame

Csillag a Hollywoodi Hírességek Sétányán (Hollywood Walk of Fame)

## Filmek
Cachao az IMDb-n